# New-York-City-Marathon 1976
Der New-York-City-Marathon 1976 war die 7. Ausgabe der jährlich stattfindenden Laufveranstaltung in New York City, Vereinigte Staaten. Der Marathon fand am 24. Oktober 1976 statt.
Bei den Männern gewann Bill Rodgers in 2:10:09 h und bei den Frauen Michiko Gorman in 2:39:11 h.

## Ergebnisse

### Männer
| Platz | Athlet              | Land                   | Zeit (h) |
| ----- | ------------------- | ---------------------- | -------- |
| 01    | Bill Rodgers        | Vereinigte Staaten     | 2:10:09  |
| 02    | Frank Shorter       | Vereinigte Staaten     | 2:13:12  |
| 03    | Christopher Stewart | Vereinigtes Königreich | 2:13:21  |
| 04    | Richard Hughson     | Kanada                 | 2:16:10  |
| 05    | Pekka Päivärinta    | Finnland               | 2:16:17  |
| 06    | Tom Fleming         | Vereinigte Staaten     | 2:16:52  |
| 07    | Carl Hatfield       | Vereinigte Staaten     | 2:17:26  |
| 08    | Daniel McDaid       | Irland                 | 2:17:48  |
| 09    | Günther Mielke      | BR Deutschland         | 2:18:16  |
| 10    | Ron Hill            | Vereinigte Staaten     | 2:19:43  |

### Frauen
| Platz | Athletin         | Land               | Zeit (h) |
| ----- | ---------------- | ------------------ | -------- |
| 01    | Miki Gorman      | Vereinigte Staaten | 2:39:11  |
| 02    | Doris Brown      | Vereinigte Staaten | 2:53:03  |
| 03    | Toshiko D’Elia   | Vereinigte Staaten | 3:08:17  |
| 04    | Lauri Pedrinan   | Vereinigte Staaten | 3:15:50  |
| 05    | Cheryl Norton    | Vereinigte Staaten | 3:18:50  |
| 06    | Louise Weschler  | Vereinigte Staaten | 3:19:11  |
| 07    | Nina Kuscsik     | Vereinigte Staaten | 3:20:08  |
| 08    | Elizabeth Curtin | Vereinigte Staaten | 3:22:26  |
| 09    | Toni Plantamura  | Vereinigte Staaten | 3:22:29  |
| 10    | Jane Killion     | Vereinigte Staaten | 3:25:02  |